# Carsun Chang
Zhang Junmai (en xinès tradicional: 張君勱; en xinès simplificat: 张君劢; en pinyin: Zhāng Jūnmài) conegut també com a Carsun Chang fou un filòsof, polític socialdemòcrata xinès que va néixer el 1886 i va morir el 1969.
Fou un defensor d'un socialisme democràtic inspirat en el model alemany, amb una economia mixta i en el qual l'Estat tindria el control d'indústries bàsiques. Aquest partit completaria el panorama polític xinès on predominaven dues forces : la dels nacionalistes i la dels comunistes. D'idees confucianes va anar al Japó per a cursar estudis universitaris; allà va conèixer a Liang Qichao. També va estudiar filosofia a Alemanya. Un cop a Beijing va impartir classes a la universitat. Amb Zhang Dongsun va fundar un partit de caràcter socialista i nacionalista. I el 1933 amb Huang Yanpei crea la Lliga Democràtica de la Xina.que defensava la separació de poders i els drets humans. Després de la guerra contra els invasors japonesos fundà el Partit Socialdemòcrata de la Xina. Contrari al comunisme i a la dictadura del Kuomintang es traslladà als Estats Units. El partit dels socialdemòcrates xinesos s'instal·là a Taiwan on governava el partit únic de Chiang Kai-shek. El 1962, Zhang viatjà a l'illa per impulsar el seu partit però retornà als Estats Units.